# Maeda Tamon

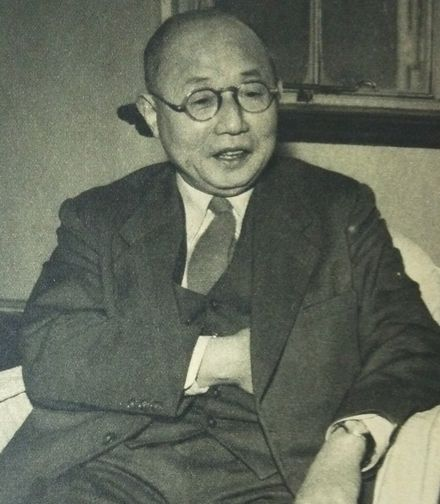
Maeda Tamon

Maeda Tamon (japanisch 前田 多門, geboren 11. Mai 1884 in der Präfektur Osaka, gestorben 4. Juli 1962) war ein japanischer Politiker, Journalist und Autor während der Taishō- und Shōwa-Zeit.

## Leben
Maeda Tamon wurde in Osaka geboren, er schloss seine Ausbildung 1909 an der Universität Tokyo ab. Von 1909 bis 1920 arbeitete er im Innenministerium, wurde dann unter Gotō Shimpei stellvertretender Bürgermeister von Tōkyō. Von 1928 bis 1938 war er führender Journalist der Zeitung „Tōkyō Asahi Shimbun“. Während der Jahre des Pazifikkriegs war er Gouverneur der Präfektur Niigata.
Nach dem Krieg wurde er ab 18. August Kultusminister im Kabinett Higashikuni und dann auch im Kabinett Shidehara bis 13. Januar 1946. In enger Zusammenarbeit mit Premierminister Shidehara arbeitete er an dem Entwurf einer Erklärung, in der Kaiser Hirohito seine göttliche Abstammung widerrief. Kurz danach wurde Maeda von den Alliierten Besetzungsmächten aus Regierungstätigkeiten ausgeschlossen, da er während des Krieges Gouverneur einer Präfaktur gewesen war.
Maeda wurde 1950 rehabilitiert und arbeitete bis zu seinem Tode 1962 an vielen nationalen und internationalen Projekten mit. Besonders aktiv war er für die UNESCO und innerhalb der „Bewegung für saubere Wahlen“.

## Publikationen
- Internationale Arbeiterbewegung (国際労働, Kokusai Rōdō), Iwanami, 1927
- Gespräche zur regionalen Selbstverwaltung (地方自治の話, Chihōjisei no hanashi), Asahi Shimbun, 1930
- Schriften zur bürgerlichen Gesellschaft (公民の書, Kōmin no Sho), Zentrale Wahlvereinigung, 1936
- Nachlass des Dr. Nitobe (新渡戸博士追憶集, Nitobe Hakase Tsuioku-shū), Zusammen mit Takagi Yasaka (高木八尺; 1889–1984), Herausgebervereinigung zu Nitobe, 1936
- Vorstellungen von Japan der Amerikaner (アメリカ人の日本把握, Amerika no Nihon-haoku), Ikuseisha, 1940
- Kontemplation in einem Berganwesen (山荘静思, Sansō seishi), Haneda Shoten, 1947